# Roulette

En europeisk roulette-duk

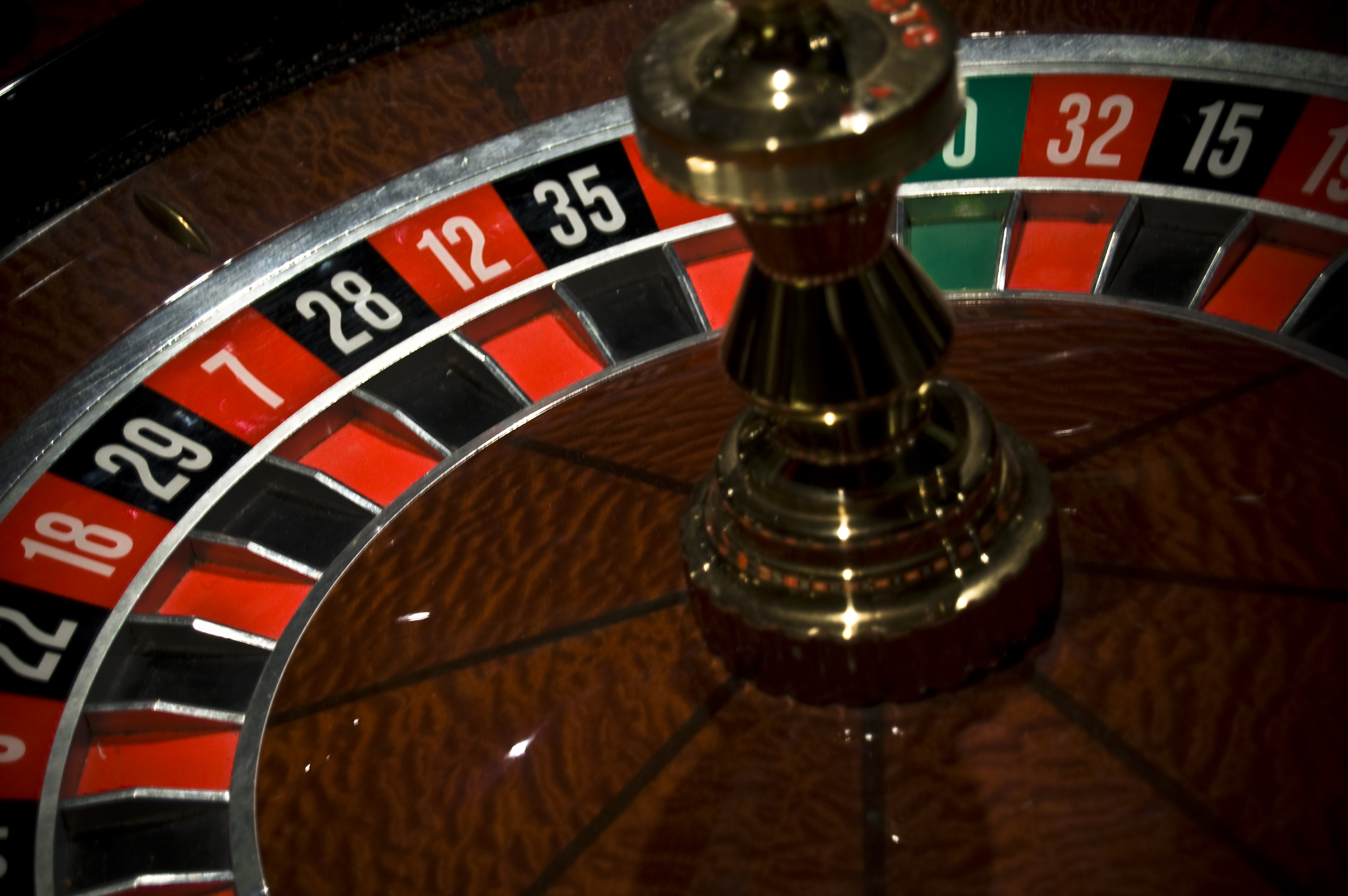
Roulettehjulet på Finlandsfärjan Silja Galaxy

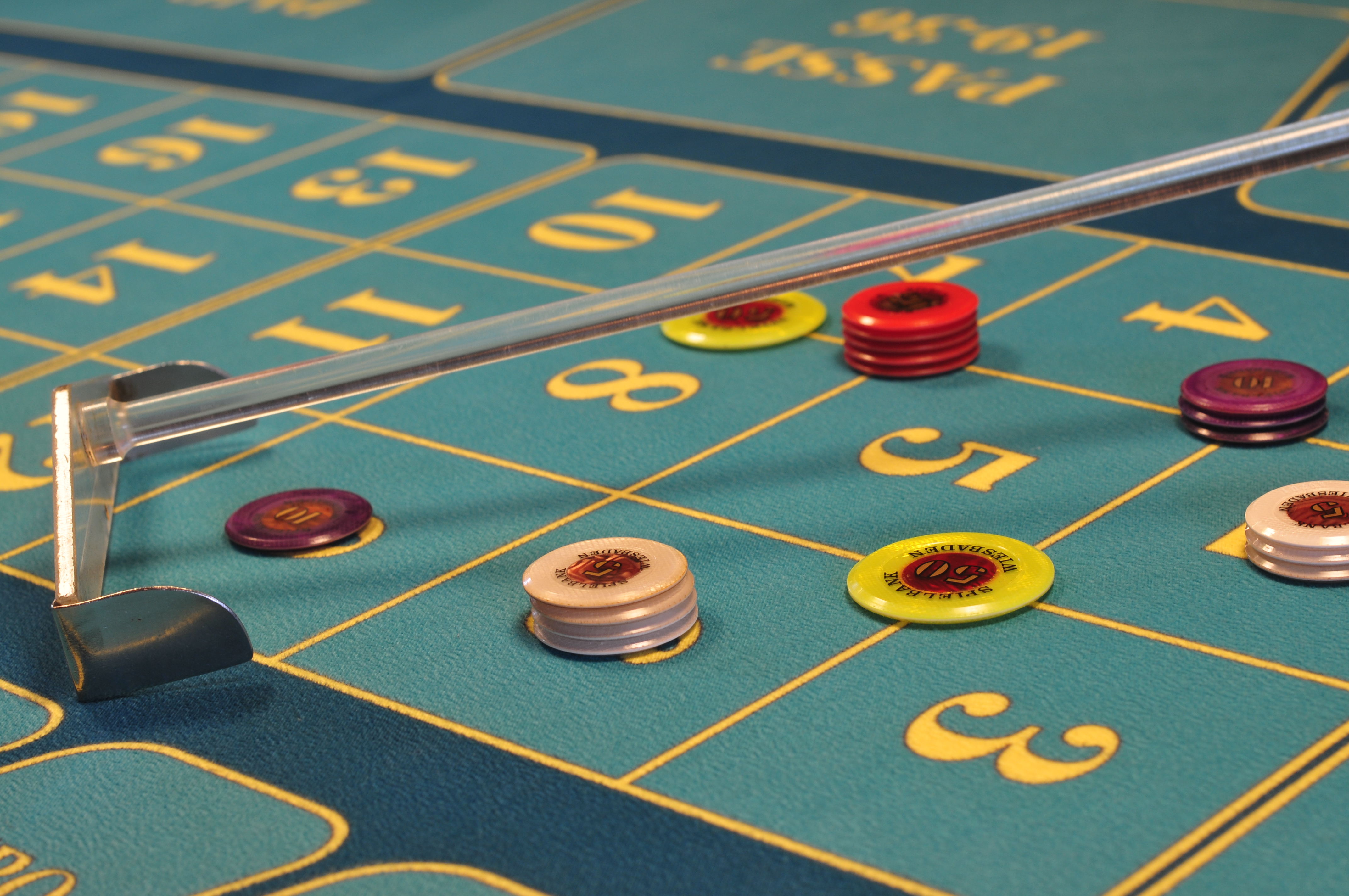

Roulette eller roulett är ett hasardspel som bland annat förekommer på kasinon.
Spelet består av en fast skål med en roterande skiva och en liten kula som sätts i rörelse på skivan och som slutligen faller ned i ett bland flera fack. Det finns 37 fack numrerade från 0 till 36 i växelvis svarta och röda färger, med undantag för 0:an som är grön. Siffrorna går inte sekventiellt runt hjulet och byter inte alltid färg efter varandra. Kulan snurrar i motsatt riktning till den roterande skivan. Spelarna satsar spelmarker på en duk.
Markerna som spelarna satsar är antingen färgmarker som är individuella, eller cashmarker som det står en specifik valör på. Färgmarkerna måste växlas in när spelaren lämnar bordet för att möjliggöra att andra kan spela färgen.
Det finns två typer av roulette, den europeiska (även kallad fransk) och den amerikanska. Den amerikanska rouletten innehåller en dubbelnolla och ökar på så sätt på vinstchanserna för kasinot.
Roulettebordet består av två sektioner, själva hjulet och betting-layouten, bättre känd som roulette-layouten. Det finns två stilar av roulettebord. En har en enda betting-layout med roulettehjulet i ena änden, och den andra har två betting-layouter med hjulet i mitten
Roulette betyder ”litet hjul” på franska och det sägs att roulette uppfunnits av fransmannen Blaise Pascal som var matematiker. Men det var under 1800-talet som två bröder vid namn Francois och Louis Blanc utvecklade den form av europeisk roulette som vi spelar idag med endast en nolla. Eftersom roulette blev förbjudet i Frankrike lanserade bröderna spelet i Bad Homburg och sedan Monte Carlo, där spelet blev en stor succé. Roulettehjulet tros vara en blandning av det engelska Roly-Poly, Ace of Hearts och italienska brädspelen Hoca och Biribi samt namnet roulette som togs från ett redan existerande franskt brädspel.

## Historia
Roulettehjulen som användes på Paris kasinon i slutet av 1790-talet var röda för enkel noll och svarta för dubbel noll. För att undvika förvirring har grönt varit den färg som valts för nollor i roulettehjul sedan 1800-talet.
År 1843 introducerade fransmännen François och Louis Blanc i den tyska semesterorten och kasinostaden Bad Homburg ett roulettehjul med en enda 0 för att konkurrera med andra kasinon som erbjöd ett traditionellt hjul med en och två nollfickor.
Vissa former av tidiga amerikanska roulettehjul hade siffror från 1 till 28, plus enkel nolla, dubbel nolla och amerikansk örn. Spelautomaten Eagle, som var en symbol för amerikansk frihet, var en spelautomat som gav kasinot en extra fördel. Traditionen försvann snart och sedan dess har endast numrerade spelautomater presenterats på hjulet. Enligt Hoyle "är singel 0, dubbel 0 och örn aldrig kolumner; men när bollen träffar någon av dem, sopar bankiren bort allt på bordet, förutom vad som kan satsas på någon av dem, när han betalar tjugosju för en, vilket är det belopp som betalas för alla summor som satsas på en enda bit".
Under 1800-talet spreds roulette över hela Europa och USA och blev ett av de mest populära kasinospelen. När den tyska regeringen avskaffade hasardspel på 1860-talet flyttade familjen Blanc till det sista lagliga kasinot i Europa i Monte Carlo, där de etablerade ett spelmecka för Europas elit. Det var här som ett-noll-roulettehjulet blev det ledande spelet och exporterades över hela världen under många år, med undantag för USA, där två-noll-hjulet förblev dominerande.

## Odds i "restaurangroulette"
| Ett nummer   | Plain (straight up)  | 30 ggr |
| Två nummer   | Cheval (split)       | 15 ggr |
| Tre nummer   | Transversal (street) | 10 ggr |
| Fyra nummer  | Carré (corner)       | 7 ggr  |
| Sex nummer   | Simple (six line)    | 4 ggr  |
| Tolv nummer  | column/dozen         | 2 ggr  |
| Arton nummer | red/black high/low   | 1 ggr  |

## Internationella odds (spelas efter på statliga kasinot)
| Ett nummer   | Plain (straight up)  | 35 ggr |
| Två nummer   | Cheval (split)       | 17 ggr |
| Tre nummer   | Transversal (street) | 11 ggr |
| Fyra nummer  | Carré (corner)       | 8 ggr  |
| Sex nummer   | Simple (six line)    | 5 ggr  |
| Tolv nummer  | column/dozen         | 2 ggr  |
| Arton nummer | red/black high/low   | 1 ggr  |

## Spelregler (enligt lotteriinspektionen)
1. Roulett spelas med hjälp av ett hjul med fack, numrerade från 1-36, i röda och svarta färger plus en grön nolla, samt i den amerikanska roulettens fall också en grön dubbelnolla.
2. Inför varje spelomgång måste croupieren slå kulan i motsatt riktning mot hjulets rotationsriktning.
3. När kulan fallit ner och ligger stilla i ett fack ska croupieren markera och tydligt ropa ut det vinnande numret.
4. Om något faller ner i hjulet eller kulan på annat sätt otillbörligt påverkas under tiden kulan snurrar ska croupieren ropa omslag, stoppa spelet och börja om från början.
5. Spelet skall bedrivas med spelmarker värda högst 1/2000 basbelopp.
6. En spelare får inte placera spelmarker till ett större värde än 1/2000 basbelopp på varje särskild vinstmöjlighet.
7. Spelarna skall använda marker av olika färg. En spelare får endast använda marker av en färg.
8. Satsad spelmarker återgår till spelaren vid vinst. Bordet skall rensas från förlustmarker efter varje spelomgång.
9. Spelare kan endast satsa enligt nedanstående uppställning och skall vid vinst erhålla utbetalning enligt följande.

Roulettespel är en fråga om slump. Man måste ha tur för att vinna, eftersom det egentligen bara är en fråga om avancerad slantsingling. I det långa loppet har kasinot en fördel, på engelska kallad "The House Edge". Spelaren har alltså negativt förväntat värde av att spela roulette, det vill säga förlorar pengar oftare än den vinner, men kan på grund av tur ibland gå ifrån bordet med mer pengar än vad den kom dit med.

## Matematik
- Om alla nummer mellan 0 och 36 adderas, får man talet 666.